# Оленьок
Оленьок — річка в Якутії, витік у Красноярському краї. Довжина 2292 км, площа басейну — 219 тисяч км². Протікає на півночі Середньосибірського плоскогір'я, у нижній течії — Північносибірською низовиною. Впадає в Оленьоцьку затоку моря Лаптєвих, створюючи дельту площею 475 км². Має пороги.
Основні притоки: Арга-Сала, Бур (ліві). Середня витрата води нижче гирла річки Бур — 1110 м³/с. Паводки з червня по вересень. Кригостояння з кінця вересня — жовтня до кінця травня — 1-ї половини червня, у верхній течії перемерза з січня до квітня. Судноплавна в нижній течії.
Річка багата на рибу — ряпушка, омуль, муксун, нельма та інші.